# Cantone di Vendeuvre-sur-Barse
Il Cantone di Vendeuvre-sur-Barse è una divisione amministrativa dell'arrondissement di Bar-sur-Aube.
A seguito della riforma approvata con decreto del 21 febbraio 2014, che ha avuto attuazione dopo le elezioni dipartimentali del 2015, è passato da 19 a 37 comuni.

## Composizione
I 19 comuni facenti parte prima della riforma del 2014 erano:
- Amance
- Argançon
- Bligny
- Bossancourt
- Champ-sur-Barse
- Dolancourt
- Fravaux
- Jessains
- Juvanzé
- La Loge-aux-Chèvres
- Magny-Fouchard
- Maison-des-Champs
- Meurville
- Spoy
- Trannes
- Unienville
- Vauchonvilliers
- Vendeuvre-sur-Barse
- La Villeneuve-au-Chêne

Dal 2015 i comuni appartenenti al cantone sono i seguenti 37:
- Amance
- Argançon
- Beurey
- Bossancourt
- Bouranton
- Bréviandes
- Buchères
- Champ-sur-Barse
- Clérey
- Courteranges
- Dolancourt
- Fresnoy-le-Château
- Isle-Aumont
- Jessains
- Laubressel
- La Loge-aux-Chèvres
- Longpré-le-Sec
- Lusigny-sur-Barse
- Magny-Fouchard
- Maison-des-Champs
- Mesnil-Saint-Père
- Montaulin
- Montiéramey
- Montmartin-le-Haut
- Montreuil-sur-Barse
- Moussey
- Puits-et-Nuisement
- Rouilly-Saint-Loup
- Ruvigny
- Saint-Léger-près-Troyes
- Saint-Thibault
- Thennelières
- Trannes
- Vauchonvilliers
- Vendeuvre-sur-Barse
- Verrières
- La Villeneuve-au-Chêne